# 21 Hydrae
21 Hydrae, eller KW Hydrae, är en dubbelstjärna och förmörkelsevariabel av Algol-typ (EA/DM) i Vattenormens stjärnbild.
21 Hydrae varierar mellan visuell magnitud +6,11 och 6,58 med en period av 7,7499942 dygn. Den befinner sig på ett avstånd av ungefär 285 ljusår.